# シェリーズ・エンタテインメント
シェリーズ・エンタテインメント有限会社は、東京都渋谷区にある芸能事務所。

## 略歴
- 1998年1月14日、設立。
- 2010年、社名をルフレから現在のシェリーズ・エンタテインメントに変更。
- 2011年7月、自社スタジオを東京八王子に建設。
- 2021年コロナの為、八王子スタジオ内に事務所移転。

## 所属タレント
- 村野瑠那
- 若林翔子
- 鈴木海那
- 斉藤明日美
- 伊藤沙弥香
- 過去の所属者
- 林恵理
- 鷲見玲奈